# Вместе (партия)

## История
Партия «Koos» была основана 9 мая 2021 года, когда Аиво Петерсон и группа единомышленников провели на площади в Пярну Манифест всем народам Эстонии, призвавший к объединению различных этнических групп страны и установлению мира и гармонии между народами. Этот день считается днём рождения движения «Koos» .
eekoos.ee
В апреле 2022 года движение зарегистрировало некоммерческую организацию «Koos Rahu Eest in Eesti» с целью продвижения своих идеалов. Однако в ноябре того же года движение не смогло зарегистрироваться как политическая партия из-за недостаточного числа членов .
Википедия
В 2023 году движение заключило временное соглашение с Эстонской объединённой левой партией, и кандидаты «Koos» были включены в её избирательный список на выборах в Рийгикогу. Аиво Петерсон получил 3968 голосов в Ида-Вирумаа, став вторым по популярности кандидатом после Михаила Стальнухина .
Academia
+2
Begin-Sadat Center for Strategic Studies
+2
8 мая 2023 года движение «Koos» было официально зарегистрировано как политическая партия в Эстонии .
Википедия
В марте 2023 года Аиво Петерсон был арестован по обвинению в государственной измене после поездки на оккупированные территории Украины, где он снимал видеоролики в поддержку российской агрессии. В мае 2023 года Олег Иванов, сооснователь партии, уехал в Россию, опасаясь ареста. В сентябре 2023 года прокуратура предъявила Аиво Петерсону обвинения в государственной измене .
В марте 2024 года партия провела съезд, на котором были избраны три сопредседателя: Аиво Петерсон (который дал согласие на баллотирование из тюрьмы), Лейла Ээритс и Эдуард Федотов. Юлия Смоли также вошла в состав правления партии .
ERR
В 2024 году партия выдвинула Аиво Петерсона единственным кандидатом на выборы в Европейский парламент, несмотря на его пребывание в заключении. Залог для его участия был собран через пожертвования и членские взносы .
stena.ee
+1
На данный момент партия продолжает свою деятельность, несмотря на внутренние трудности и судебные разбирательства.

## Идеология
Партия «Koos» по сути национал-консервативная и социал-консервативная сила в политическом ландшафте Эстонии. Её идеология включает защиту традиционных ценностей, семейных устоев и национального суверенитета. Партия выступает за сохранение культурного и языкового многообразия, акцентируя внимание на поддержке русскоязычного меньшинства в стране.
«Koos» также проявляет евроскептические настроения, критикуя излишнюю централизацию Европейского союза и призывая к более гибкому подходу к сотрудничеству. Партия выступает против чрезмерного влияния НАТО в регионе, что отражается в её антиатлантических позициях.
Социально-экономическая политика «Koos» ориентирована на защиту интересов малообеспеченных слоёв населения, сочетая социальную справедливость с консервативными ценностями. В этом контексте партия демонстрирует признаки социал-консерватизма.